# Altar Games
Pour les articles homonymes, voir Altar (homonymie).
Altar Games, anciennement Altar Interactive est une société tchèque de développement de jeu vidéo filiale de ALTAR Publishing. Initialement fondée pour développer des jeux de réflexion, elle s'oriente en 1999 dans le développement de jeu de stratégie avec Original War. Aujourd'hui, elle s'est spécialisée dans le jeu de stratégie.

## Jeux développés
- Fish Fillets (1998)
- Original War (2001)
- UFO: Aftermath (2003)
- UFO: Aftershock (2005)
- UFO: Afterlight (2007)
- Fish Fillets 2 (2007)